# إسحاق ابن الوليد
إسحاق ابن الوليد (بالعبرية: יצחק בן וואליד)، ويلقب باسم «العادل»، يعتبر من أعظم الحاخامات المغاربة، وكان حاخام مدينة تطوان المغربية لمدة حوالي 40 عاما. هو صاحب كتاب «وقال إسحاق» (ויאמר יצחק) وهو كتاب يروي تاريخ اليهود في تطوان، كما أنه أنشأ أول مدرسة من مدارس الاتحاد الإسرائيلي العالمي في تطوان وذلك سنة 1860.

## سيرة
ولد في تطوان عام 1777 للحاخام شيم توف في عائلة من الحاخامات، وسمي على اسم جده الحاخام إسحاق.
توفى أبوه وإسحاق بن الوليد صغير، فعاشت العائلة فقيرة. أظهر في السابع عشر من عمره أنه عليما في التوراة والهالاخاه، واعتبره الحاخامات واعدا.
تزوج من ابنة عائلة من الحاخامات وأنجبت ابنه الأكبر ولكنها توفيت بعد ذلك بوقت قصير وتركته مع طفله الصغير. تزوج من حاخامية اسمها (שמחה וידאל ביבאס) وهي أنجبت له 10 أطفال درسوا التوراة وأصبحوا حاخامات.
قضى حياته في تلقين تعاليم التوراة لتلامذته. يوجد ضريحه بحي القدس «الملاح» بتطوان وتقام «الهيلولة» السنوية بداخل معبده.